# St. Andreas (Dampfach)

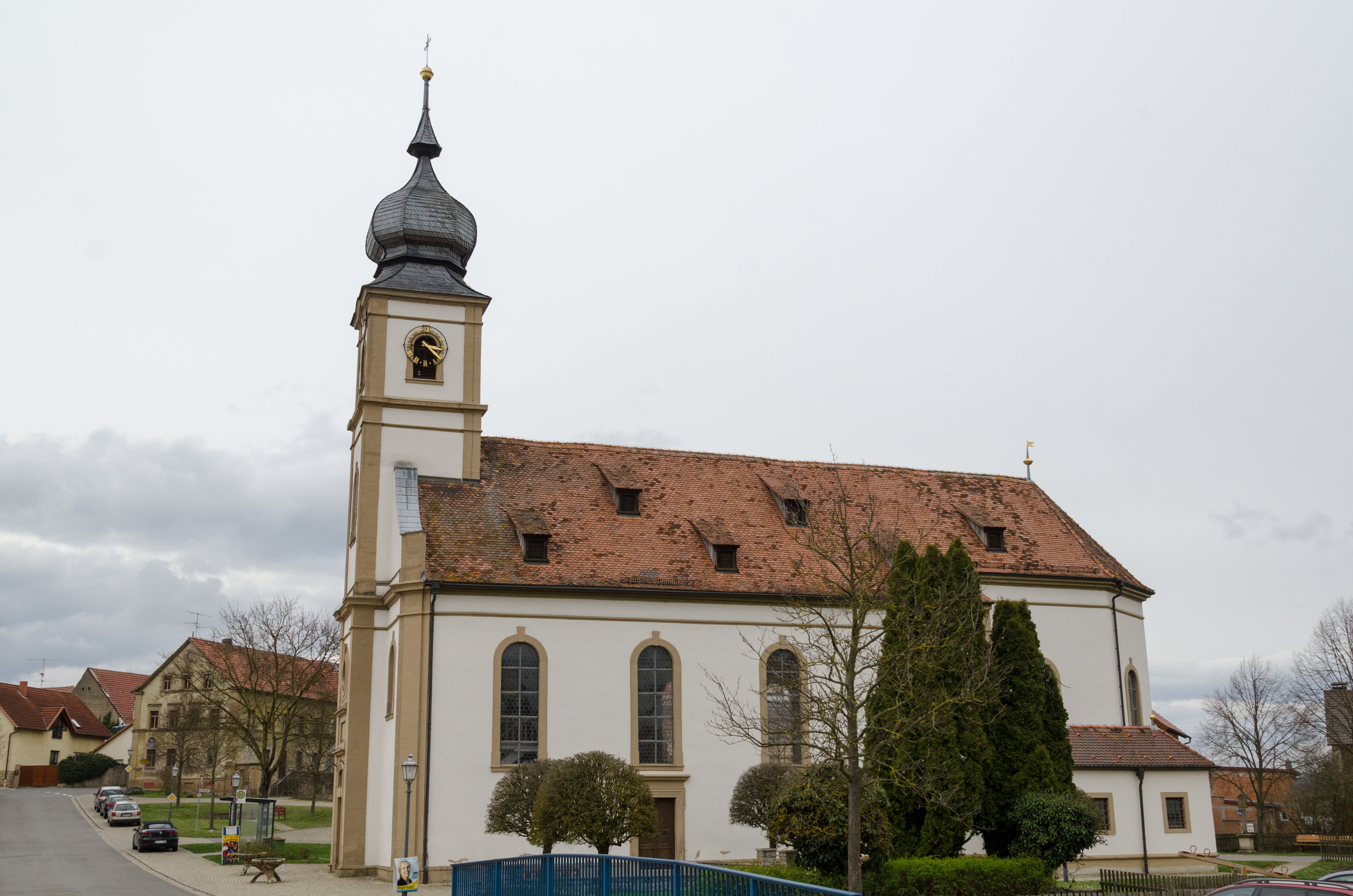
St. Andreas

Das römisch-katholische Kirchengebäude St. Andreas ist eine Pfarrkirche in Dampfach, einem Gemeindeteil von Wonfurt im unterfränkischen Landkreis Haßberge in Bayern. Das denkmalgeschützte Bauwerk entstand Anfang des 19. Jahrhunderts. Kirchenpatron ist der Apostel Andreas. Die Pfarrei gehört zum Pfarrverband Theres im Dekanat Haßberge des Bistums Würzburg.

## Beschreibung
Die klassizistische Saalkirche wurde 1802 gebaut. An das Langhaus schließt sich im Nordosten ein eingezogener Chor mit dreiseitigem Abschluss an. Der mit Lisenen an den Ecken und Stockwerkgesimsen gegliederte Fassadenturm im Südwesten des Langhauses ist weit in dieses eingestellt und mit einer schiefergedeckten Welschen Haube bedeckt. In den beiden Nischen der Fassade stehen Figuren des Apostels Petrus und des Nikolaus von Myra, in der Arkadennische des zweiten Turmgeschosses eine Figur des Kirchenpatrons Andreas mit dem Andreaskreuz. Das oberste Turmgeschoss beherbergt die Turmuhr und den Glockenstuhl.
Die Kirche ist außer mit dem barocken Hochaltar und der Figur des Auferstandenen Christus mit zwei barocken Seitenaltären ausgestattet. Der Marienaltar mit einer Skulptur Marias ist mit einem vergoldeten Medaillon, in dem Verkündigung dargestellt ist, ausgestattet. Der Johannesaltar mit einer Skulptur Johannes des Täufers zeigt ebenfalls eine vergoldetes Medaillon mit der Taufe Jesu im Jordan.
Die Orgel auf der Empore über dem Eingang hat zwölf Register, ein Manual und ein Pedal und wurde 1802 von Franz Martin Seuffert gebaut.